# Schlacht von Cresson
Montgisard – Jakobsfurt – Karak (I) – Cresson – Karak (II) – Hattin – Jerusalem – Tyrus – Belvoir
Die Schlacht von Cresson fand am 1. Mai 1187 statt. Es war ein kleineres Gefecht am Brunnen von Cresson oder 'Ain Gozeh bei Nazaret und das Vorspiel zum Verlust des Königreichs Jerusalem nach der Schlacht bei Hattin zwei Monate später.

## Vorgeschichte
Die politische Situation in Jerusalem war gespannt. Raimund III. von Tripolis, der zuvor Regent und immer einer der besten Ratgeber des Königreichs war, weigerte sich, Guido von Lusignan als König anzuerkennen. Gérard de Ridefort, der Großmeister der Tempelritter, Roger de Moulins, der Großmeister des Johanniterordens, Joscius, der Erzbischof von Tyrus, Balian von Ibelin, Herr von Ibelin und Nablus, und Rainald Garnier, Graf von Sidon, wurden nach Tiberias gesandt, um mit Raimund zu verhandeln.
Gleichzeitig entsandte Saladin eine Armee an den gleichen Ort, die unter der Führung seines Sohnes al-Afdal Rache für einen Überfall auf eine muslimische Karawane durch Rainald von Chatillon übte. Raimund III. hoffte, Saladin würde sich mit ihm gegen Guido verbünden, und erlaubte dessen Truppen, Tiberias am 30. April zu passieren, warnte aber auch die Christen und Nazaret vor der Anwesenheit der Armee. Als Gérard dies hörte, stellte er schnell eine kleine Truppe zusammen, die aus den Templergarnisonen von Caco und Afula und den königlichen Rittern bestand, die in Nazaret stationiert waren, insgesamt nur 140 Ritter. Balian von Ibelin hatte unterwegs in seiner Burg in Nablus und Rainald von Sidon in seiner Burg Beaufort Halt gemacht und nahmen an der Schlacht nicht teil. Die Stärke der Armee al-Afdals wird in den christlichen Chroniken mit rund 7.000 Männern angegeben. Vermutlich ist diese Zahl übertrieben, moderne Schätzungen gehen eher von ca. 700 Mann aus, sicherlich waren die Muslime den Christen aber überlegen.

## Schlachtverlauf
Gérard erreichte Cresson am 1. Mai. Die Muslime täuschten einen Rückzug vor, eine verbreitete Taktik, dennoch befahl Gérard gegen Roger de Moulins Rat einen Angriff, bei dem die Ritter von den Fußsoldaten getrennt wurden. Die Muslime wiesen die Attacke der christlichen Ritter zurück. Sie töteten erst die erschöpften Ritter und danach die Fußsoldaten. Roger de Moulins wurde im Kampf getötet. Gérard floh und überlebte als fast Einziger. Die gefangen genommenen Ordensritter wurden hingerichtet.

## Folgen
Als Auswirkung der Schlacht erkannte Raimund Guido als König an.
Saladin stellte eine wesentlich größere Armee zusammen, etwa 20.000 Mann, mit denen er das Königreich im Juni überfiel, und schlug Guido am 4. Juli 1187 bei Hattin. Im Oktober eroberte er Jerusalem.